# Кравченко, Никита Яковлевич
Ники́та Я́ковлевич Кра́вченко (укр. Микита Якович Кравченко; 14 июня 1997 года; Зугрэс, Донецкая область, Украина) — украинский футболист, защитник житомирского «Полесья».

## Игровая карьера
В ДЮФЛ играл в составе команды академии донецкого «Шахтёра». В 2011 году продолжил обучение в спортивной школе мариупольского «Ильичёвца». После завершения обучения был зачислен в юношескую команду «приазовцев». Сезон 2014/15 футболист начинал в команде U-19, но уже осенью стал игроком молодёжного состава, а следующей весной дебютировал и в Премьер-лиге. 18 апреля 2015 года в домашнем матче против донецкого «Металлурга» Кравченко на 90-й минуте заменил Дмитрия Скоблова. В следующий раз в главной команде мариупольцев молодой футболист сыграл в последнем туре чемпионата против ещё одного донецкого клуба — «Олимпика», выйдя на поле после перерыва вместо Максима Илюка.

## Достижения
«Александрия»
- Серебряный призёр чемпионата Украины: 2024/25